# Emporium (Roma)

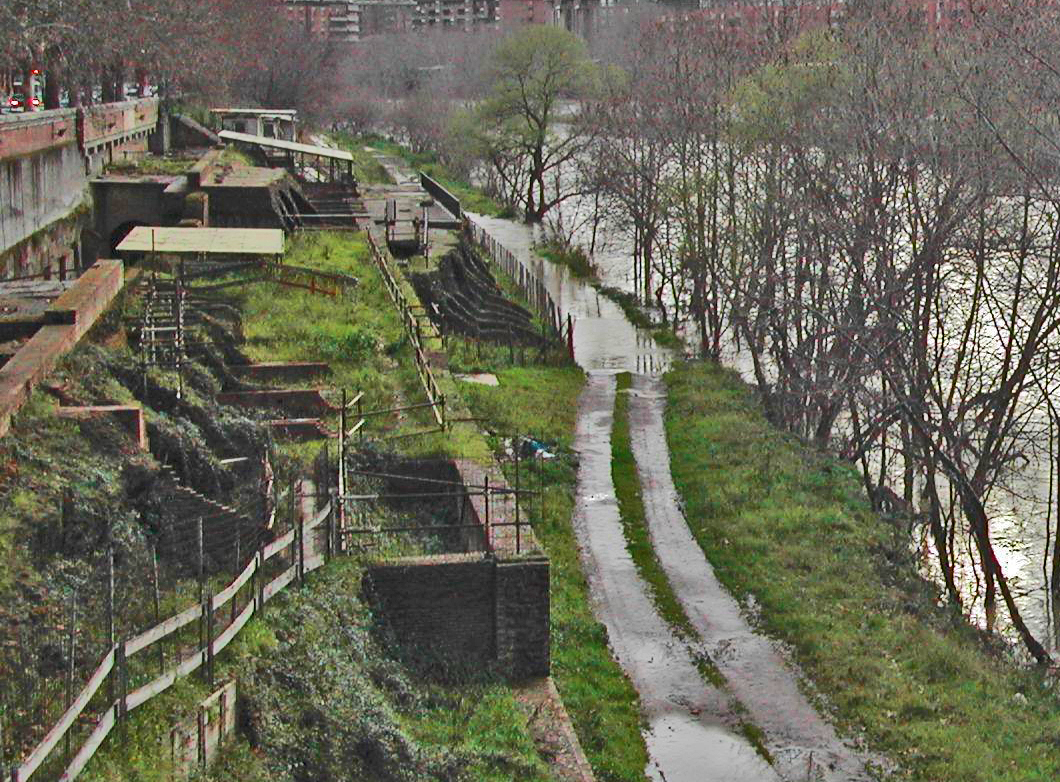
Restes de l''Emporium, sobre la riba esquerra del Tiber.

Emporium era l'antic port fluvial de la ciutat de Roma, situat aproximadament entre l'Aventí i el Testaccio. El nom escollit pels romans ve de la paraula grega ἐμπόριον,(emporion, «espai comercial»), probablement en honor dels molts comerciants de parla grega que arribaven a la ciutat.
A començaments del segle ii aC el gran desenvolupament econòmic i demogràfic de la ciutat va fer que l'antic port fluvial del Forum Boarium quedés insuficient, i a més estava el problema que no poder ser ampliat per la proximitat dels turons. Per aquest motiu el 193 aC els edils urbans Marc Emili Lèpid i Luci Emili Paul·le van decidir construir un altre port en una zona lliure i propera als límits de la ciutat, al sud de l'Aventí. Al mateix temps es va edificar el Porticus Aemilia; els textos antics no expliquen quina era la funció d'aquest pòrtic, però el 2006 es va suggerir que es podria tractar d'una estructura per allotjar naus de guerra de la flota romana. L'Emporium i el Porticus Aemilia estan dibuixats amb gran precisió al plànol de pedra anomenat Forma Urbis.
El 174 aC l'Emporium es va pavimentar amb pedra i es va circumdar per barreres perquè només pogués accedir personal relacionat amb l'activitat portuària i comercial. Aquest va ser el lloc d'aprovisionament dels béns i matèries primeres (principalment de marbre, gra, vi i oli) que arribaven per mar des del port marítim d'Òstia i després continuaven el trasllat riu amunt en barcasses remolcades per búfals (camí de sirga). Al llarg dels segles, els fragments d'àmfores, que es feien servir com a envasos per transportar aliments líquids (oli, vi), es van acumular formant una elevació sobre el terreny semblant a un turó artificial que s'anomena Testaccio. Aquesta paraula deriva de l'antic nom Mons Testaceum, del llatí testum («recipient de terrissa»). El nombre d'àmfores apilats s'estima en al voltant de 25 milions.
En l'època de l'emperador Trajà l'estructura del port, ja desgastada, es va refer amb opus mixtum, mentre que a la plana del Testaccio, a la riba esquerra del Tíber i fins a arribar a la Porta Trigemina, es van construir magatzems (horrea), entre els quals estaven els de l'annona, que van tenir una funció essencial quan amb les lleis agràries es va iniciar la distribució gratuïta de cereals i altres tipus d'aliments bàsics a la població.
Es van fer excavacions arqueològiques entre el 1868 i el 1870, durant uns treballs d'endreçament del districte quan es netejava el fons del riu, i més endavant el 1952. Actualment resten alguns fragments de les antigues estructures encaixats en la part de les muralles anomenada Lungotevere Testaccio. Es va descobrir un moll d'uns 500 metres de llargada i 90 m d'alçada, amb esglaons i rampes que duien al riu. Hi havia blocs de travertí, de vegades en forma de cap de lleons, que sobresortien per amarrar les naus, semblant en tot al port romà d'Aquileia el qual està millor conservat. A mesura que s'anaven construint edificis en l'actual Testacio es van descobrir les restes dels diversos magatzems i la tomba del cònsol Servi Sulpici Galba, un dels més antics sepulcres individuals que han sobreviscut al pas dels temps.